# Amina J. Mohammed

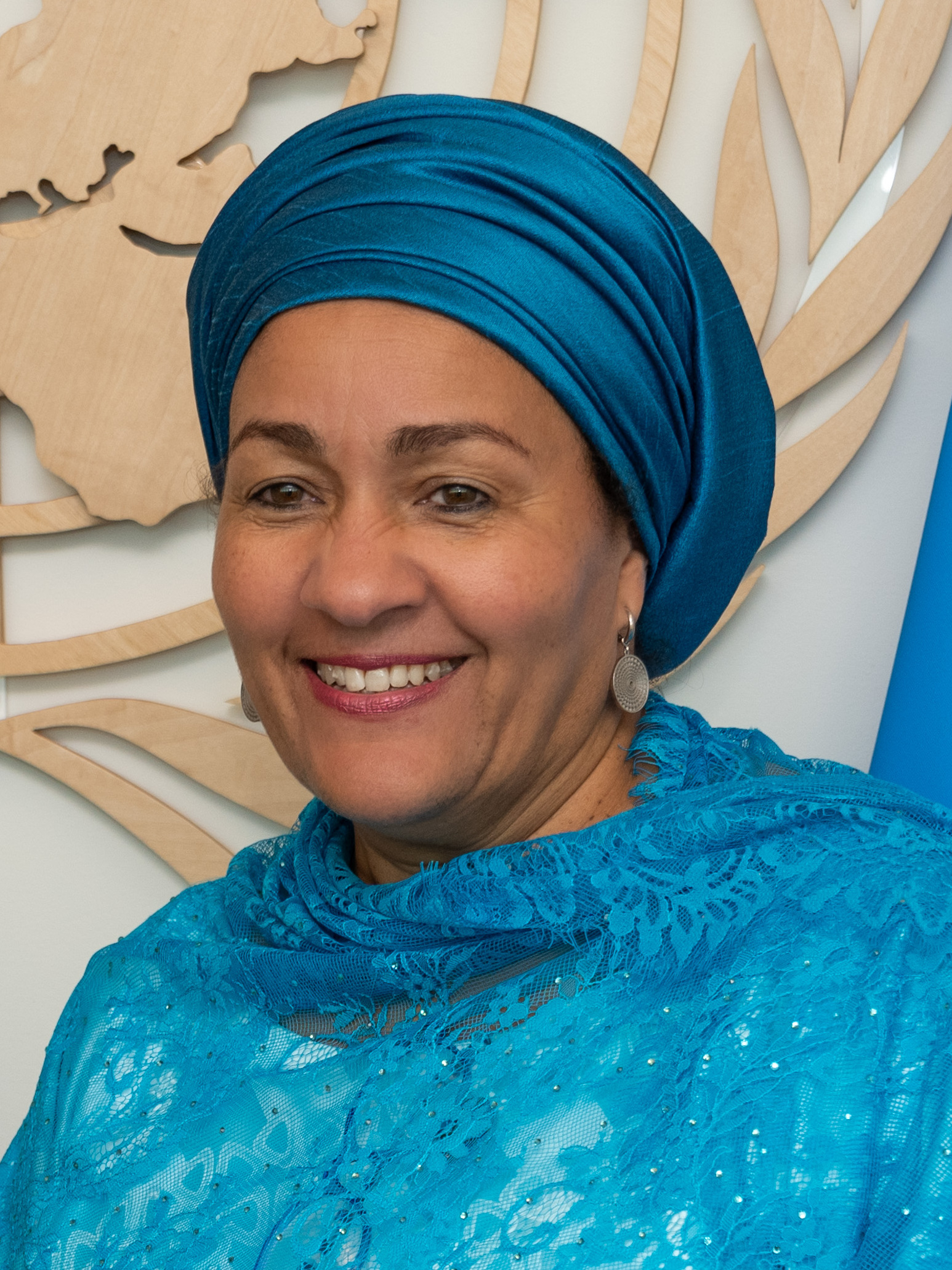
Amina Mohammed bei der UNIDO

Amina J. Mohammed (* 27. Juni 1961 in Gombe) ist eine nigerianische Politikerin (All Progressives Congress). Sie ist seit dem 1. Januar 2017 amtierende stellvertretende Generalsekretärin der Vereinten Nationen (UN).

## Frühes Leben und Familie
Amina Mohammed wurde 1961 in Gombe, einem Bundesstaat im Nordosten Nigerias, geboren. Ihre Mutter war Britin und ihr Vater Nigerianer. Sie hat sechs Kinder.

## Karriere
Zwischen 1981 und 1991 arbeitete sie bei der Gebäudetechnik-Firma Archcon Nigeria, in Zusammenarbeit mit der englischen Beratungsfirma Norman and Dawbarn. 1991 gründete sie Afri-Projects Consortium, eine interdisziplinäre Firma von Ingenieuren und Kostenplanern, und war ihre Geschäftsführerin bis 2001.
Von 2002 bis 2005 koordinierte Mohammed die „Task Force on Gender and Education“ für das UN-Projekt Millenniums-Entwicklungsziele (Millennium Development Goals, MDG).
Für die MDG war sie 2005 mit der Koordination des Fonds für Nigerias Entschuldung beauftragt. Sie agierte als „Senior Special Assistant“ des Präsidenten Nigerias für die Millenniums-Entwicklungsziele. Sie diente über einen Zeitraum von sechs Jahren insgesamt drei Präsidenten.
Danach gründete Mohammed als Geschäftsführerin das Zentrum für Lösungen der Entwicklungspolitik (Center for Development Policy Solutions) und war Adjunct Professor für das Master-Programm für Entwicklungsarbeit an der Columbia-Universität (USA).
Als Sonderberaterin von UN-Generalsekretär Ban Ki-moon für Post-2015-Planung war Amina Mohamed eine Schlüsselfigur in dem Entwicklungs-Prozess nach 2015. Sie fungierte als Verbindung zwischen dem Generalsekretär, dem UN High-level Panel on the Post-2015 Development Agenda (HLP), der General Assembly’s Open Working Group (OWG) und anderer Akteure.
Sie war vom 11. November 2015 bis 15. Dezember 2016 Umweltministerin von Nigeria unter Präsident Muhammadu Buhari.
Am 1. Januar 2017 wurde sie von Generalsekretär António Guterres zur Vizegeneralsekretärin der Vereinten Nationen ernannt.

## Kritik
Umweltschutz-Organisationen wie Rettet den Regenwald werfen der stellvertretenden UN-Generalsekretärin Amina Mohammed vor, noch als frühere Umweltschutzministerin als letzte Amtshandlungen Export-Dokumente unerlaubterweise unterschrieben zu haben, um illegal Palisanderholz im Wert von 300 Millionen Dollar aus Nigeria nach China auszuführen.
Amina Mohammed weist den Vorwurf zurück.

## Auszeichnungen
Amina Mohammed erhielt den „National Honours Award“ des Orden der Bundesrepublik (Nigeria) 2006 und ging 2007 in die nigerianische Hall of Fame der Frauen ein. 2020 wurde sie in die American Academy of Arts and Sciences gewählt und vom Magazin Forbes eine der 50 mächtigsten Frauen Afrikas genannt.